# Spiders (film)
Spiders è un film statunitense del 2000 diretto da Gary Jones e interpretato da Lana Parrilla e Josh Green.

## Trama
Un gruppo di astronauti sta compiendo esperienti scientifici sul DNA di un ragno. A causa di una radiazione solare l'animale comincia a crescere a dismisura aggredendo i membri della spedizione. La navicella si schianta sul pianeta Terra ma il ragno riesce a sopravvivere, iniziando così a seminare il panico.